# Soraya Verdier
Pour les articles homonymes, voir Verdier.
Soraya Verdier, née en 1985, est une pianiste française.

## Biographie
Soraya Verdier commence l'étude du piano à l'âge de quatre ans à l'Institut musical de Paris avec Michel Denis. Elle travaille ensuite avec la pianiste Gabriella Torma et le pianiste-compositeur Yves Henry avant d'intégrer l'École normale de musique de Paris dans la classe de Victoria Melki ; elle y obtient en 2002 le diplôme supérieur d'exécution. Elle part alors étudier au Mozarteum de Salzbourg avec Karl-Heinz Kämmerling puis, à partir de 2007, avec  Pavel Gililov (de). En 2008 elle y obtient son Bachelor avec les félicitations du jury, puis elle achève en 2012 ses études de Master “with honors” à l'unanimité du jury. Soraya Verdier suit également des master-classes données par les pianistes Milosz Magin, Jean-Marc Luisada, Dominique Merlet, François-René Duchable, Abdel Rahman el Bacha, Janusz Olejniczak et Galina Egyazarova. En 2005, Jean-Marc Luisada la choisit pour participer au projet “The Super Piano Lesson”, une master-classe consacrée à Chopin et retransmise par la télévision japonaise NHK.
À neuf ans, elle reçoit le titre de Lauréate de la fondation Cziffra dont elle est encore à ce jour la plus jeune récipiendaire. Après avoir remporté plusieurs concours nationaux en France, elle est lauréate de plusieurs concours internationaux parmi lesquels :
- 1997 : lauréate du concours UFAM,
- 1999 : 1er prix du Concours Claude Kahn,
- 2000 : “First Prize with Honors” de la “Sonatina and Sonata International Youth Piano Competition” organisé “Fryderyk Chopin Society of Texas” à Corpus Christi (USA),
- 2003 : 2e prix « Jeune Concertiste » du concours Flame ; 2e prix « Concertiste » du concours international Milosz Magin.
- 2005 : lauréate du concours “Live Music Now” de la fondation Menuhin à Salzbourg (Autriche),
- 2007 : 3e prix des bourses de la fondation Hildegard Maschmann à Vienne (Autriche),
- 2009 : 3e prix au concours international Rotary-Rotaract Ramon Llull à Palma de Mallorca (Espagne),
- 2011 : prix Bärenreiter du Xe concours international Mozart de Salzbourg.

Après avoir donné son premier concert à l'âge de dix ans en interprétant le concerto KV449 de Mozart accompagnée par des solistes de l'Orchestre national de France, elle se produit régulièrement dans de nombreux concerts et festivals, entre autres :
- 1996 : festivals « Musique au palais » à La Grande-Motte et « Jeunes Solistes européens en Corse » à Ajaccio, « Fêtes romantiques » de Nohant,
- 1997 : « Musique en Polynésie Française » à Tahiti,
- 1999 : « Rencontres internationales Frédéric Chopin » à Nohant,
- 2001 : festival « Aukso » à Wigry (Pologne), festival Chopin à Gaming (Autriche),
- 2002 : participation au festival international « Kyiv Summer Music Evenings » (concerto no 2 de Chopin avec l'orchestre symphonique d'État de l'Ukraine),
- 2003 : festival des palais de Saint-Petersbourg, festival « Holland Music Session »,
- 2005 : festival « Jeunes Talents » à Loudun,
- 2011 : festival « Noches del Patio » à Ayamonte (Espagne).

Concerts et récitals à Paris, Lyon, Lille, Loudun, Cannes, Nancy, Vichy, Val-Thorens (France), Bonn, Darmstadt, Francfort, Hanovre, Hambourg (Allemagne), Vienne, Salzbourg (Autriche), Madrid, Huelva, Séville, Bilbao, Jerez, Barcelone, Minorque (Espagne), Belgrade (Serbie), Prague (République Tchèque), Corpus Christi, Carnegie Hall de New York (États-Unis)...
Elle enregistre son premier CD en 2003 avec le 2e concerto de Miłosz Magin pour le label Acte Préalable.
À côté de ses activités en tant que soliste, Soraya Verdier joue avec de nombreux collègues instrumentistes en formation de musique de chambre (duos, trios) et travaille en tant qu'accompagnatrice :
- stages d'été AAMA à Salzbourg (2006 et 2007) et FAVA en France (2008 et 2009) : pianiste accompagnatrice et coach pour chanteurs ;
- Teatro Maestranza de Séville : collaboration en tant que chef de chant pour les chœurs et accompagnatrice des productions d'opéra ;
- saison 2015-2016 : de retour en France, Soraya Verdier concilie ses activités de soliste avec l'enseignement du piano et l'accompagnement d'instrumentistes et de chanteurs lyriques lors de concerts ;
- elle collabore et partage la scène entre autres avec des artistes lyriques aussi prestigieux qu'Ainhoa Arteta (en), Juan Pons, Luca Lombardo et Carlos Chausson (es) ;
- en 2015, elle collabore également avec l'ensemble Musicatreize dans leur production-création de la Digitale, cantate policière composée par le compositeur colombien Juan Pablo Carreño.

Soraya Verdier s'est également essayée à la composition, avec quelques œuvres pour piano seul, la coécriture de l'opéra Gradiva créé en 2016 et des arrangements de chansons. Elle participe en tant que compositeur à divers projets : Voiced Project du jeune contre-ténor américain Carl Alexander, ainsi que le spectacle Ma vie d'opéra organisé par Culture Hôpital, créé à la Cité des sciences et de l'industrie en 2018. Elle a également composé une chanson pour le festival des Cultures et des Langues, qui a été créée par un chœur d'enfants en 2019.
Elle est par ailleurs directrice et cofondatrice de la compagnie Arts&Music, qui organise et projette divers concerts, spectacles et actions socioculturelles, notamment dans les hôpitaux et EHPAD.
De 2019 à 2021 elle participe aux spectacles de la compagnie de théâtre « Les Joyeux de la Couronne » en tant que pianiste et directrice musicale. Elle apparaît entre autres dans la pièce Monsieur chasse ! de Feydeau représentée au Moulin d'Andé de Vaison-la-Romaine, Avignon Off, au Théo-Théâtre à Paris, à Courchevel, Bapaume, Bondues. En 2020, la compagnie crée la pièce L'Empereur des boulevards écrite et mise en scène par Olivier Schmidt et pour laquelle Soraya Verdier a composé la musique de scène.
Elle crée en 2019 le groupe Amethysta avec Claire-Élie Tenet (soprano) et Julie-Anne Moutongo Black (mezzo-soprano), qui embrasse plusieurs répertoires allant du classique jusqu'aux prémices du jazz. Après plusieurs concerts en région parisienne ainsi qu'en Normandie, elles effectuent en 2022 et en 2023 des tournées dans le Sud de la France pour l'organisme CCAS. 
Elle est membre du trio Azure composé par ailleurs de Louna Dekker-Vargas à la flûte et Brian Howard au violoncelle. Ce trio, formé en 2023, explore le répertoire romantique et contemporain pour cette formation. 
Elle est parallèlement professeur de piano à l'École des Arts, conservatoire à Orly de 2019 à 2024 et au CRD de Nanterre depuis 2020.
Elle s'engage activement à rendre la musique accessible à tous, en particulier à ceux qui n'ont pas toujours l'occasion de l'entendre. Que ce soit dans des quartiers défavorisés, lors de fêtes de quartiers, dans des centres de vacances ou des centres sociaux, elle se produit dans des lieux où la musique classique est souvent absente, apportant ainsi une touche de magie et de culture.
Pour mener à bien cette mission, Soraya Verdier collabore régulièrement avec des associations engagées telles que Pepita Productions, le CALMS ou encore La Lune dans les yeux. Grâce à ces partenariats, elle contribue à démocratiser la musique en offrant des moments de partage et d'évasion à des publics variés, créant des liens à travers l'art et la beauté de la musique.